# ジョージアン・エアウェイズ
ジョージアン・エアウェイズ（グルジア語: ჯორჯიან ეარვეისი ジョルジアン・エアルヴェイシ、英語: Georgian Airways）はジョージアのトビリシに本拠地を置く航空会社である。トビリシ国際空港を拠点にヨーロッパと西アジア方面の路線を運航している。

## 沿革
- 1994年9月にエアゼナとして設立され、当初はチャーター便等を運航していた。
- 1997年より定期便の運航を開始した。
- その後エア・ジョージア（Air Georgia）との合併を経て、2004年10月1日より現在の名前で運航されている。
- 2000年代前半、2機のボーイング737-500型機をリース導入し、ジョージアの航空会社として初めて、最新の西側航空機の運用を開始した。
- 2013年9月11日、ボーイング737-700を1機リース導入すると発表した[1]。
- 2019年6月、ジョージアでの反ロシア抗議行動（英語版）が発生したことを受けて、ロシア発着路線の運航を禁止された[2]。モスクワ路線は、エレバン経由でアルメニア航空が運航を引き継いだ。
- 2021年12月31日、破産を申請。2022年1月には、会社が売りに出された[3]。
- 2023年5月10日、ロシアのウラジーミル・プーチン大統領によってロシア乗り入れ禁止措置が解除され、5月20日からモスクワへのフライトを再開した[4]。ただし、同時にウクライナのゼレンスキー大統領によって、ウクライナへの乗り入れ禁止措置が取られた[5]。

## 就航都市
2025年6月時点では、中東やヨーロッパの20都市に就航している。

ジョージアン・エアウェイズの就航地

| 地域           | 国           | 空港                                                      |
| -------------- | ------------ | --------------------------------------------------------- |
| ア ジ ア       | ジョージア   | トビリシ（ハブ空港）                                      |
| ア ジ ア       | イスラエル   | テルアビブ                                                |
| ア ジ ア       | レバノン     | ベイルート                                                |
| ヨ ー ロ ッ パ | フランス     | パリ/シャルル・ド・ゴール、ニース                         |
| ヨ ー ロ ッ パ | イタリア     | ローマ/フィウミチーノ、ベルガモ、フォルリ                 |
| ヨ ー ロ ッ パ | オーストリア | ウィーン                                                  |
| ヨ ー ロ ッ パ | アルメニア   | エレバン                                                  |
| ヨ ー ロ ッ パ | ギリシャ     | カラマタ                                                  |
| ヨ ー ロ ッ パ | キプロス     | ラルナカ                                                  |
| ヨ ー ロ ッ パ | ロシア       | モスクワ/ブヌコボ、サンクトペテルブルグ、ノヴォシビルスク |
| ヨ ー ロ ッ パ | オランダ     | アムステルダム                                            |
| ヨ ー ロ ッ パ | ドイツ       | フランクフルト、ミュンヘン、ライプツィヒ、ベルリン        |

## 機材

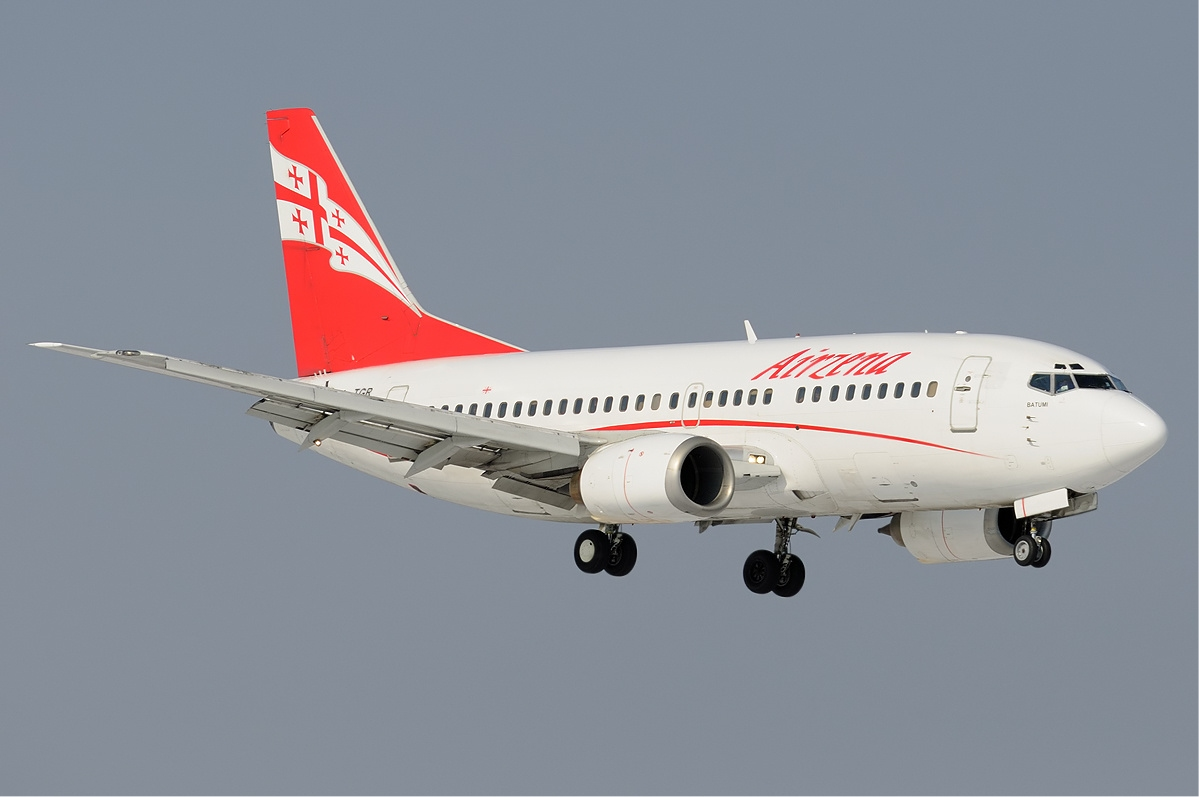
ジョージアン・エアウェイズ ボーイング737-500

| 機材                     | 保有数 | 備考                              |
| ------------------------ | ------ | --------------------------------- |
| ボーイング737-500        | 1      |                                   |
| ボーイング737-700        | 2      |                                   |
| ボーイング737-800        | 3      |                                   |
| ボーイング737-900ER      | 1      |                                   |
| ボーイング767-300ER      | 1      |                                   |
| ボンバルディア CRJ-200LR | 2      | 1機は、ジョージア政府の要人輸送機 |

## 提携先
- エア・バルティック
- エア・アスタナ
- デルタ航空（スカイチーム）
- エールフランス（スカイチーム）
- オーストリア航空（スターアライアンス）
- KLMオランダ航空（スカイチーム）